# Stadion Antoin Maduro
Stadion Antoin Maduro – wielofunkcyjny stadion w Willemstad na Curaçao. Obecnie jest wykorzystywany głównie do rozgrywania meczów piłki nożnej i jest domową areną klubu SV SUBT. Stadion mieści 3500 osób.